# Биті Є (трилогія)
«Биті Є»  — серія із трьох романів, що були написані українською письменницею Люко Дашвар, та були випущені у період 2011-2012 років.

## Опис
За задумом автора цієї трилогії Люко Дашвар, книги описують життя хлопців, з якими читач знайомиться у книзі «Рай. центр». Другий і третій романи, як і  книжка «Макар»,   названі за іменами їх головних героїв — «Макс» і «Гоцик». 

## Книги серії
Книги серії у порядку виходу в світ
1. «Биті є. Макар» (2011)
2. «Биті є. Макс» (2012)
3. «Биті є. Гоцик» (2012)